# Ophidian
Ophidian (civil: Conrad Hoyer; * 1 de setembre de 1981) és un DJ holandès de música Hardcore Techno i un productor musical. També se'l coneix com a "Cubist Boy", "Meander", "Raziel" i "Trypticon".

## Privat
A l'edat de cinc anys, Hoyer va fer les seves primeres classes de piano. El 1993, als 11 anys, va començar a mesclar. Ben aviat va començar a fer servir dues platines, un aparell enregistrador i un teclat. Aquesta etapa de l'aprenentatge considera que l'ajudà molt a entendre l'estructura de les cançons. L'any 1995, Hoyer va començar amb el seu Ordinador a gravar música. Va estudiar des de l'any 2001 tecnologia musical a la Universitat de les arts d'Utrecht (HKU). Durant els seus estudis, va aprendre els continguts teòrics i aspectes tècnics de la música.

## Carrera Musical
El 1998 va fer amb un CD de Demostració, Patrick van Kerckhoven. Als 16 anys va tenir el seu primer contracte amb el segells Gangsta Audiovisuals i Supreme Intelligence—, que són dos sub-etiquetes de Patrick van Kerckhoven –. El 2001 és un any important per a Hoyer. Va fer les primeres cançons sota el nom de Trypticon, i a partir d'aquell moment va utilitzar el pseudònim Ophidian per iniciar el nou projecte. El nom està influenciat per l'holandès DJ de Hardcore-Tecno anomenat "Tapage", al costat del qual va fer diversos treballs amb Supreme Intellingence. Més endavant aquest va esdevenir el seu principal pseudònim. L'any 2001 va fer el seu propi Estudi de gravació. El seu primer gran èxit va ser la cançó "Butterfly VIP", que va ser publicada en 2004. Així, ha aconseguit regularment anar a Festivals com Thunderdome i Masters of Hardcore.
Hoyer té les seves pròpies Etiquetes: "Meta4" i "MetaO". Des del 2002 fins al 2012, ha publicat 5 àlbums: Blackbox, Betrayed by Daylight, To Sing of Desecration, Between the Candle and the Stars und Gazing long into the Abyss amb el pseudònim Meander.
El seu estil musical va des del Hardcore Industrial fins al Doomcore, Breakcorea, IDM i Hard Techno i també té influències de la música clàssica.